# Pillgwenlly
Pillgwenlly är en stadsdel och community i staden Newport i Wales, Storbritannien. 
I Pillgwenlly ligger varvsområdet Newport Docks och det västra landfästet för Hängfärjan i Newport. 